# Pnigalio okutanii
Pnigalio okutanii är en stekelart som beskrevs av Kamijo 1994. Pnigalio okutanii ingår i släktet Pnigalio och familjen finglanssteklar. Inga underarter finns listade i Catalogue of Life.